# Kuriakose Mor Dioskoros
Kuriakose Mor Dioskoros – duchowny Malankarskiego Syryjskiego Kościoła Ortodoksyjnego, będącego częścią Syryjskiego Kościoła Ortodoksyjnego, od 2002 biskup pomocniczy Simhasana dla regionu Bangalore..